# Pavetta greenwayi
Pavetta greenwayi là một loài thực vật có hoa trong họ Thiến thảo. Loài này được Bremek. mô tả khoa học đầu tiên năm 1948.